# Памятник братьям Люмьер (Екатеринбург)
Памятник братьям Люмьер установлен в Екатеринбурге напротив киноконцертного театра «Космос» на набережной городского пруда в Железнодорожном районе города.

## История
Установка памятника братьям Люмьер была приурочена сразу к нескольким датам: Дню города Екатеринбурга, Дню российского кино, 150-летию со дня рождения Огюста Люмьера и 45-летию со дня открытия киноконцертного театра «Космос», который и был заказчиком памятника.
Автором памятника выступила Диана Косыгина, чей проект памятника осенью 2011 года занял второе место на конкурсе «Малые архитектурные формы города Екатеринбурга: декоративная скульптура и архитектурные формы» среди архитекторов, дизайнеров, специалистов архитектурных и дизайнерских бюро. Скульптурная композиция была отлита из бронзы в почти натуральную величину и установлена прямо на тротуар без какого-либо постамента. Рядом с фигурами братьев установлено их изобретение — киноаппарат, а также поставлен пустой стул для желающих сфотографироваться.
Торжественная церемония открытия памятника состоялась 27 августа 2012 года. В ней приняли участие глава администрации Екатеринбурга А. Якоб, начальник Управления культуры Екатеринбурга Т. Ярошевская и генеральный консул Франции в Екатеринбурге Пьер Филатофф.